# Димитрій Бужаровский
Димитрій Бужаровский Ph.D. (мак. Димитрије Бужаровски) (народився 8 серпня 1952, Скоп'є, СФР Югославія) — македонський композитор, художник і вчений, який цікавиться галузями: композиція, музикознавство, комп'ютерна та електронна музика, виконавство, викладання та дослідження.

## Біографія
Димитрій Бужаровский народився 8 серпня 1952 року.

## Творчість
Димитрій Бужаровский написав чотири симфонії та увертюру, дві опери, три ораторії, два балети, дев'ять концертів для фортепіано, синтезатора та інших інструментів; дев'ять сонат для фортепіано та інших інструментів, цикл з 13 ноктюрнів для фортепіано, цикл з п'яти сюїт для двох фортепіано, п'ять вокальних циклів, камерні та інші твори для сольних інструментів. Він автор 30 музичних композицій до фільмів, телешоу, театральних постановок тощо. Його твори виконувалися, та транслювалися в Європі (Росія, Франція, Велика Британія, Німеччина, Нідерланди, Іспанія, Греція, Болгарія, Сербія, Польща) та США. Його ораторія «Радомирові псалми» була номінована 2003 року на премію (Музична композиція) Технічного університету Луїзіани.

## Виступи
Димитрій Бужаровский давав концерти для фортепіано та синтезатора та інші концерти в Європі (Великобританія, Росія, Нідерланди тощо) та США.

## Твори
Димитрій Бужаровский опублікував і відредагував статті та книги, серед яких: Історія естетики музики, Вступ до аналізу музичної п'єси, Англо-македонський глосарій технічних термінів звуку, Основи цифрового архівування звуку, Методології досліджень, застосовані до музикознавства, Музикономія, сонологія, соціологія музики тощо.

## Викладання
Димитрій Бужаровский з 1984 р. професор факультету музики св. Університет Кирила та Мефодія у Скоп'є, викладає естетику та соціологію музики, поліфонію та гармонію, аналіз музичних форм, вступ до мистецтва, сонологію та мультимедіа та електронну музику. Від 2007 року викладає на факультеті мистецтв Університету Ніша (вокальна література, музичні стилі, методології дослідження, мистецький бізнес, естетика музики, композиція та цифрова обробка звуку). Почесний доктор Нішського університету присвоєно Димитрій Бужаровский 18 листопада 2014 р.
Він також координував три проекти TEMPUS і проект SCOPES, проект управління бізнесом Державного департаменту США та проект «Навчання за кордоном» з Університетом штату Аризона.

## Цифрове архівування
У вересні 2000 року Димитрій Бужаровский заснував Інститут дослідження та архівування музики, який був провідною міжнародною установою з архівування балканської культурної спадщини. IRAM є засновником Студентського Інтернет-радіо (існує з 2003 року) та організатором 16 міжнародних конференцій, що відбуваються в Македонії, Великобританії, Нідерландах та Швейцарії.
15 жовтня 2012 року Димитрій Бужаровский створив архів Бузаровського — BuzAr, цифрову колекцію відео, аудіо, фотографій, книг, паперів, партитур та інших артефактів, пов'язаних з балканськими культурами та традиціями.

## Список робіт

### Сольні інструменти
1. Сонатина для фортепіано ор. 1 (1973)
2. Соната для фортепіано № 1 op. 2 (1976)
3. ІІ соната для фортепіано ор. 17 (1983)
4. ІІІ соната для фортепіано ор. 25 (1987)
5. Варіації на народну тему для кларнета соло ор. 10 (1978)
6. Мотиви для віолончелі соло (1979)
7. «Параходот» Варіації для віолончелі соло ор. 44 (1997)
8. 9 ноктюрнів (Вечеринок) для фортепіано ор. 49 (2000)
9. 4 ноктюрни (Вечеринки) для фортепіано ор. 52 (2004)
10. Етюд для скрипки соло ор. 59 (2010)

### Пісенні цикли
1. «Жартівливі пісні» для баритона і фортепіано ор. 5 (1976)
2. «Пісні про кохання» для баритона та фортепіано op. 8 (1979)
3. «Пісні про Гоце» для баритона та духового квінтету ор. 40 (1977) (також версії для фортепіано чи синтезатора op. 40b 1984 та для баритона та гобоя, кларнета, народних інструментів, ударних і синтезатора op. 40c 1996)
4. «Героїчні пісні» для баритона і струнного оркестру op. 16 (1983)
5. «Елегія про тебе» для сопрано, баритона і синтезаторів op.26 (1984)
6. «Trois poemes de Paul Verlaine composes à la maniere d'impressionnistes» для баритона та фортепіано ор. 30 (1989)
7. «Духовні пісні» для дитячого хору, сопрано, баритона та синтезаторів ор. 36 (1992)
8. «Пісні миру та війни» для сопрано, мецо-сопрано та синтезаторів ор. 38 (1994)
9. Еко пісні ор. 41 (1996)
10. «Весільні пісні» для дитячого хору та синтезаторів ор. 45 (1997)

### Камерна музика
1. Хорал, прелюдія та фуга для гобоя, кларнета та фагота ор. 11 (1980)
2. Струнний квартет ор. 3 (1971)
3. Народна сюїта для чотирьох тромбонів ор. 14 (1982)
4. Духовий квінтет op. 15 (1981)
5. Народний квінтет для духових ор. 23 (1985)
6. «Елегія» для камерного оркестру op. 6 (1975)
7. П'ять прелюдій для синтезатора та камерного оркестру (1987)
8. Сюїта з музики до п'єс «Зойчин белет» і «Німецька марка» для скрипки, альта і фортепіано ор. 31 (1989 — версія для альт-саксофону op. 31b 1994)
9. Секстет для духового квінтету та синтезатора ор. 32 (1990)
10. All that Dance (Варіація для двох фортепіано) op. 39 (1995)
11. TechnoSymph op. 42 (1997)
12. Kreuzweg — Reflexionen IX для флейти, альта, гітари та акордеона op. 50 (2001)
13. 4 ноктюрни (Вечеринки) для 2 фортепіано ор. 52 (2009)
14. Фантазія для віолончелі (альта) і фортепіано op. 55 (2009)
15. Джазова соната для альт-саксофону, фортепіано та контрабаса op. 56 (2009)
16. «Мане» Соната для скрипки та фортепіано ор. 57 (2009)
17. Кабаре для скрипки, віолончелі та фортепіано в чотири руки ор. 62a (2012), версія тріо для баяна op. 62b (2012)
18. Тріо-соната ор. 63 (2013)
19. Соната-концертата для скрипки та фортепіано ор. 58e (2014)
20. Виклик для скрипки та фортепіано ор. 64 (2014)
21. Виклик для скрипки, англійської валторни та фортепіано op. 64а (2015)

### Концерти
1. Musurgia Ecclectica для симфонічного оркестру та синтезатора ор. 29 (1989)
2. Концерт для струнного оркестру, арфи та синтезатора ор. 33 (1990)
3. Фортепіанний концерт (для фортепіано, 4 солістів і симфонічного оркестру) op. 46 (1998)
4. Бароко концертіно для струнного оркестру та синтезатора op.27 (1988, тріо версія op. 27b 2001)
5. Concerto grosso для скрипки, віолончелі, фортепіано, струнного оркестру та ударних ор. 48 (1999, Тріо версія 2001)
6. Концерт для нонету op. 51 (2003)
7. Концерт для труби і струнного оркестру ор. 58 (2010)
8. Подвійний концерт для скрипки та фортепіано ор. 61 (2012)
9. Glitch Rhapsody для скрипки, гобоя/англійської валторни, фортепіано та струнних ор. 65а (2015)

### Симфонії/увертюри
1. Fantasia quasi una Sinfonia op. 4 (1973) (I симфонія)
2. ІІ симфонія ор. 9 (1979)
3. TechnoSymph op. 42 (1997) (ІІІ симфонія)
4. Вокальна симфонія (для 8 голосів і симфонічного оркестру) op. 53 (2005) (IV симфонія)
5. Увертюра ор. 54 (2007)

### Ораторії та кантати
1. «Балада» для тенора, хору та камерного оркестру (1981)
2. «Чотири героїчні пісні для духового оркестру мецо-сопрано, баритона і хору» (1978)
3. «Очі» кантата для сопрано, баритона, диктора та духового оркестру (1980)
4. Ораторія «Жива пам'ять» для сопрано, баритона, хору, дикторів і синтезаторів op. 22 (1985)
5. «Охридська» ораторія для сопрано, альта, тенора, баритона, диктора, хору та симфонічного оркестру op. 28 (1988)
6. «Радомирові псалми» ораторія для 2 сопрано, тенора, баса, дитячого хору, хору та симфонічного оркестру ор. 47 (1999)
7. «T'ga za jug» («Туга за півднем») для тенора, камерного хору та оркестру op. 60 (2011)